# Втрати 7-ї окремої мотострілецької бригади (РФ, Донбас)
У статті наведено подробиці втрат 7-ї мотострілецької бригади,  збройного формування 2-го армійського корпусу окупаційних військ РФ на Донбасі.

## Війна на сході України
| п/п | Прізвище, ім'я                                  | Звання/посада                                                               | Місце смерті                  | Дата народження | Дата смерті |
| --- | ----------------------------------------------- | --------------------------------------------------------------------------- | ----------------------------- | --------------- | ----------- |
| 1.  | Пономарьов Євген Петрович-«Веселий»             | 1 МСБ, рота «Байкеру»                                                       | с. Нікішине, Донецька область | 20.11.1979      | 25.10.2014  |
| 2.  | Іванцов Сергій Володимирович                    | командир 3-ї роти                                                           | с. Круглик, Донецька область  | 13.09.1975      | 09.11.2014  |
| 3.  | Адюшин Дмитро Сергійович-«Сніг»                 |                                                                             | м. Макіївка, Донецька область | 03.05.1983      | 16.11.2014  |
| 4.  | Борохов Володимир Сергійович-«Мічений»          |                                                                             | с. Нікішине, Донецька область | 28.05.1989      | 07.12.2014  |
| 5.  | Шайдров Федір Петрович                          |                                                                             | с. Нікішине, Донецька область | 08.10.1965      | 10.01.2015  |
| 6.  | Аврамов Антон Георгієвич                        | 1 МСБ                                                                       | с. Нікішине, Донецька область | 10.01.1984      | 13.01.2015  |
| 7.  | Кригін Роман Владиславович («Маестро Старший»)  | старший лейтенант, командир взводу, 2 МСР                                   | с. Нікішине, Донецька область | 05.08.1974      | 13.01.2015  |
| 8.  | Аруштов Олег Васильович                         | 2 МСБ, командир взводу, лейтенант                                           | с. Орлово-Іванівка            | 25.08.1969      | 14.01.2015  |
| 9.  | Гаріпов Віталій Равільйович                     | 2-й МСБ 4 МСР, командир відділення, командир кулеметного розрахунку "Утьос" | с. Орлово-Іванівка            | 13.10.1983      | 14.01.2015  |
| 10. | Оспіщев Тарас Валентинович («Тарік»)            |                                                                             | с. Орлово-Іванівка            | 11.11.1983      | 14.01.2015  |
| 11. | Цикаленко Сергій Вікторович                     | 2-й МСБ                                                                     |                               | 05.03.1977      | 19.01.2015  |
| 12. | Боженко Денис Ігорович («Ден»)                  | вогнеметник                                                                 | с. Нікішине, Донецька область | 17.03.1985      | 23.01.2015  |
| 13. | Варшавський Володимир Михайлович («Губернатор») | сержант, командир кулеметного взводу                                        | с. Нікішине, Донецька область | 15.10.1969      | 23.01.2015  |
| 14. | Зоря Артем Олексійович («Заря»)                 | 2-й МСБ                                                                     | с. Нікішине, Донецька область | 18.07.1983      | 23.01.2015  |
| 15. | Морозов Євген Євгенович («Мороз»)               | 2-й МСБ                                                                     | с. Нікішине, Донецька область | 26.12.1979      | 23.01.2015  |
| 16. | Шохін Юрій Анатолійович                         |                                                                             | Фащівка                       | 05.10.1985      | 23.01.2015  |
| 17. | Бодяков Денис Валерійович                       |                                                                             | с. Нікішине, Донецька область | 12.06.1979      | 24.01.2015  |
| 18. | Колбасов Кирило Олександрович                   |                                                                             | с. Нікішине, Донецька область | 15.02.1992      | 24.01.2015  |
| 19. | Макуха Євген Васильович ("Маклай")              |                                                                             | Круглик                       | 29.01.1989      | 24.01.2015  |

## Вторгнення РФ в Україну (2022)
| п/п | Прізвище, ім'я                   | Звання, посада                                                                                            | Місце смерті            | Дата народження | Дата смерті |
| --- | -------------------------------- | --- | ----------------------- | --------------- | ----------- |
| 1.  | Остапчук Микита Сергійович       | лейтенант, командир взводу                                                                                |                         | 03.03.1991      | 24.02.2022  |
| 2.  | Тинчурін Вильдан Камелійович     | майор, командир розвідувальної роти                                                                       |                         | 06.08.1970      | 07.03.2022  |
| 3.  | Гордійчук Андрій Анатолійович    | рядовий                                                                                                   | Рубіжне                 | 09.02.1978      | 12.03.2022  |
| 4.  | Воробйов Валерій Олександрович   | майор, замполіт 2-го батальону                                                                            |                         | 13.05.1980      | 14.03.2022  |
| 5.  | Маккейн Марк ("Криловс Марекс")  | командир розвідгрупи                                                                                      | поблизу м. Рубіжне      | 28.04.1983      | 19.03.2022  |
| 6.  | Ракитов Роман Ігорович           | начальник радіостанції 3-го МСБ                                                                           | м. Маріуполь            | 5.02.1990       | 21.03.2022  |
| 7.  | Гавриленко Віталій Миколайович   | лейтенант, старший офіцер батареї                                                                         | м. Маріуполь            | 07.06.1978      | 21.03.2022  |
| 8.  | Черкасов Іван Степанович         | водій в 2-му батальйоні                                                                                   | поблизу м. Рубіжне      | 01.07.1976      | 06.04.2022  |
| 9.  | Богаєвський Сергій Валерійович   | навідник батареї гаубичного самохідно-артилерійського дивізіону                                           | поблизу м. Рубіжне      | 22.07.1980      | 19.04.2022  |
| 10. | Панасюра Андрій Володимирович    | майор, командир батальону                                                                                 | поблизу м. Світлодарськ | 5.12.1970       | 22.05.2022  |
| 11. | Пасічник Андрій Олександрович    | лейтенант                                                                                                 | Сєвєродонецьк           | 12.01.1998      | 09.06.2022  |
| 12. | Рутковський Олександр Сергійович | кулеметник 3 стрілецького відділення 2 взводу 4 роти 2736 стрілецького батальйону мобілізаційного резерву | поблизу м. Соледар      | 07.06.1989      | 06.09.2022  |